# Топонимия Саудовской Аравии

Саудовская Аравия

Топонимия Саудовской Аравии — совокупность географических названий, включающая наименования природных и культурных объектов на территории Саудовской Аравии. Структура и состав топонимии обусловлены географическим положением и богатой историей страны.

## Название страны
В настоящее время Саудовская Аравия является одним из трёх государств мира, имеющих название, данное в честь правящей династии (Саудитов), наряду с Иорданским Хашимитским Королевством (у власти находится династия Хашимитов) и княжеством Лихтенштейн (владение князей фон унд цу Лихтенштейн).
Нынешнее название — аль-Мамляка-аль-Арабия ас-Саудия (араб. المملكة العربية السعودية‎) — стране дал король Абд аль-Азиз своим указом от 23 сентября 1932 года, после того как объединил под своей властью существовавшие ранее государственные образования — Неджд, Хиджаз, Эль-Хаса и Катиф. Название страны обычно переводится на другие языки как «Королевство Саудовская Аравия», хотя буквально оно означает «Саудовское арабское королевство» или «Арабское королевство Саудовской Аравии».
Слово «саудовский» в названии страны происходит от элемента ас-Саудия, что является нисбой, образованной от фамилии правящей династии Саудовской Аравии — Аль-Сауда, Саудиты (араб. آل سعود‎). Включение этого элемента в название страны демонстрирует, что страна является личным владением королевской семьи. Аль-Сауд — арабское имя, образованное путем добавления компонента «Аль», что означает «семья» или «дом», к личному имени предка. Применительно к Саудитам это — основатель и первый правитель первого саудовского государства, Дирийского эмирата, Мухаммад ибн Сауд (ок. 1710—1765).

## Формирование и особенности топонимии
Топонимия Аравийского полуострова характеризуется исследователями как единый топонимический пласт на основе арабского языка, при этом древнейшие названия представляют собой результат длительной трансформации либо арабской ассимиляции доарабских названий. Во всех арабских странах литературный арабский язык отличается единством основного лексического состава, единством письменности, которая сохранила в неизменном виде до настоящего времени отдельные топонимы X—XI веков.
Арабские топонимические типы сочетают в себе как особенности языка, так и местной природы. Так, в состав арабских топонимов входит формант — характеристика класса обозначаемого географического объекта:-джебель («гора»), -баб («горный проход, ворота»), -бахр («море, озеро, большая вода»), -нахр («река»), -касба («город»), -меджас («пролив, проход»), -мерса («бухта, залив»), -медина(«город»), -рас («голова, мыс»), -риф (берег), -риад (луг, сад), -сахиль (берег), -тель (холм), -хамада (каменистая пустыня), -эрг (песчаня пустыня), -вади (речная долина), -айн (колодец) и другие. Арабские ойконимы, как правило, двухсловны и включают в свой состав артикль или служебную частицу:Эр-Рияд, Айн-эз-Зейт, Марах-Аббас, Рас-Баалбек, Айн-эль-Харуба, Рас-эль-Метан, Айн-Сауфар, Эль-Кунейтра, Айн-Траз и т. д.

## Состав топонимии

### Гидронимы
- Красное море — русскоязычное название является прямым переводом греческого «Эритра таласса» (греч. Ερυθρὰ Θάλασσα), латинского «Mare Rubrum», сомалийского «Badda Cas»,тигринья «Кэй-Бахри» (ቀይሕ ባሕሪ) и арабского «Эль-Бахр Эль-Ахмар» (البحر الأحمر). Об этимологии этого названия имеется несколько версий. Согласно одной из них, название произошло от ошибочного прочтения семитского слова, состоящего из трёх букв: «х», «м» и «р». В древней южноаравийской письменности краткие гласные звуки графически не отображались на письме, поэтому появилось предположение, что при расшифровке арабами южноаравийских надписей сочетание «х», «м» и «р» было прочитано как арабское «а́хмар» (красный). Другая версия ставит название моря в зависимость от той или иной части света. В мифических сказаниях многих народов мира стороны света связаны с определёнными цветовыми оттенками. Например, красный цвет символизирует юг, белый — восток, чёрный (у ряда народов Азии) — север. Что касается Красного моря, то слово «красный», по-видимому, указывает на его южное месторасположение по отношению к Синайскому полуострову и в какой-то мере — Аравийскому. Античные европейские географы также упоминали это море как Mare Mecca (Море Мекки) и Sinus Arabicus (Арабский залив)[10];
- Персидский залив — название, исторически сложившееся со времён древнегреческих географов Птолемея и Страбона, которые в своих трудах именовали Арабским заливом (Sinus Arabicus) Красное море. Название «Персидский залив» отражало геополитические реалии того времени с мощной Персидской империей, которая контролировала практически всю береговую линию Залива. Название «Персидский залив» использовал в своих и арабский христианский историк X века Агапий Манбиджский[11]. До начала 1960-х годов термин «Персидский залив» был общепринятым для употребления в международных договорах и картах. Но в начале 1960-х соперничество между Ираном и рядом арабских государств, которые стали широко использовать название «Ара́бский зали́в» (араб. الخليج العربي‎, Халидж-эль-Араби) — привело к топонимическому спору, не оконченному до настоящего времени➤.

### Ойконимы
- Бурайда (араб. بريدة‎) — этимология точно не установлена;
- Джидда или Джедда (араб. جدة‎) — существуют две версии этимологии названия. Наиболее распространена версия, что название происходит от арабского Jaddah (араб. جدة‎) — «бабушка», поскольку в городе находится могила Евы, которая, согласно мусульманской традиции, почитается как захоронение Евы — легендарной прародительницы человечества[12];
- Мекка (араб. ُمَكَّة‎ Макка, полное официальное название مكة المكرمة — Макка аль-Мукаррама — Благородная Мекка, иногда переводится как «Священный город Мекка»). Древнее название города — Бакка (араб. بَـكَّـة‎[13][14][15]) — арабское слово с неясной этимологией[16]. По некоторым оценкам, «Бакка» является древним названием долины, располагавшейся на месте города, в то время как мусульманские ученые обычно используют его для обозначения священного района города, где расположен храм Кааба[17]. Форма «Бакка» используется также в Коране (3:96), наряду с формой «Мекка» (48:24)[16][18]. Другое название Мекки — Тихама (араб. تِـهَـامَـة‎)[19]. Ещё одно название Мекки, используемое в арабской и исламской традиции — Фаран или Паран (от названия пустыни Паран, упомянутой в Ветхом Завете — Ваера 21:21[20]). Арабская и исламская традиция гласит, что пустыня Паран в широком смысле является Тихамой, а местом, где поселился пророк Исмаил, была Мекка[20]. Сирийский географ XII века Якут аль-Хамави писал, что «Фаран» был «еврейским словом, одним из имён Мекки, упомянутых в Торе»[21];
- Медина (араб. المدينة المنورة‎, Эль-Мадина-эль-Мунаввара[22], или араб. المدينة‎, Эль-Мадина[22]) — в доисламскую эпоху город именовался Ясриб (يثرب), это название упомянуто в Коране (33:13). В исламскую эпоху получил название Madīnat an-Nabī (араб. المدينة النبوية‎ «город пророка»), или al-Madīnah al-Munawwarah («просвещённый город» или «блистательный город»), а краткая форма «Медина» означает просто «город»[23];
- Табук (араб. تبوك‎) — этимология точно не установлена;
- Хамис-Мушайт — этимология точно не установлена;
- Эд-Даммам (араб. الدمام‎) — этимология точно не установлена. Существует версия, что название появилось благодаря барабану в одном из храмов, звук которого («дамдам»), оповещал жителей о возвращении кораблей рыбаков. Согласно другой версии, название происходит от арабского слова «dawwama» (водоворот), которое указывает на расположенный неподалёку опасный участок моря;
- Эль-Хуфуф (араб. الهفوف‎, также известен как Аль-Хаса, Аль-Ахса) — этимология точно не установлена;
- Эт-Таиф (араб. الطائف‎) — от названия обитавшего на этом месте в древности племени бану такиф[англ.], одной из ветвей кайситов;
- Эр-Рияд (араб. الرياض‎) — буквальное значение «сады»[24].

### Оронимы
- Джабаль-эль-Лауз (араб. جبل اللوز‎) — самая высокая точка в Саудовской Аравии, название буквально означает «миндальная гора»[25];
- Эль-Асир (араб. عسير‎) — название означает «трудный»;
- Эль-Хиджаз (араб. جبال الحجاز‎) — название означает «барьер».

## Топонимическая политика
Вопросами топонимической политики в Саудовской Аравии занимается созданный в 2013 году Постоянный национальный комитет по географическим названиям.